# نیدلز (کالیفرنیا)
نیدلز (به انگلیسی: Needles) شهری در شهرستان سن برناردینو، کالیفرنیا ایالت کالیفرنیا است که در سرشماری سال ۲۰۱۰ میلادی، ۴۸۴۴ نفر جمعیت داشته است.